# آقا و خانم اسمیت (فیلم ۱۹۴۱)
آقا و خانم اسمیت (انگلیسی: Mr. & Mrs. Smith) یک فیلم کمدی اسکروبال به کارگردانی آلفرد هیچکاک است که در سال ۱۹۴۱ منتشر شد.

## بازیگران
- کارول لمبارد
- رابرت مونتگومری
- جین ریموند
- جک کارسون
- لوسیل واتسون
- بتی کامپسن
- ویلیام تریسی
- چارلز هالتون
- اِما دان
- ویلیام ادموندز
- فیلیپ مریویل